# Hypopomidae
La famiglia Hypopomidae comprende 25 specie di pesci appartenenti all'ordine Gymnotiformes.

## Generi
Alla famiglia sono ascritti 7 generi:
- Brachyhypopomus
- Hypopomus
- Hypopygus
- Microsternarchus
- Racenisia
- Steatogenys
- Stegostenopos